# Charles-Jules Matthey
Charles-Jules Matthey (* 7. Dezember 1814 in Savagnier; † 28. Juli 1863 in Neuenburg) war ein Schweizer Politiker. Von 1854 bis 1857 gehörte er dem Nationalrat an.

## Biografie
Der Sohn eines Bauern arbeitete als Lehrer. Er unterrichtete in Savagnier, Fontaines, Cernier und Saint-Imier. Matthey vertrat radikalliberale Ansichten und war 1848 aktiv an der erfolgreichen Revolution gegen die preussische Herrschaft im Kanton Neuenburg beteiligt. 1848 amtierte er als provisorischer Polizeikommissar der Stadt Neuenburg, von 1850 bis 1853 als Gerichtsvollzieher am Friedensgericht. 1852 war er Präfekt im Bezirk Val-de-Ruz, von 1854 bis 1858 auch im Bezirk Neuenburg.
Matthey wurde 1853 in den Neuenburger Grossrat gewählt, dem er bis 1858 angehörte. Er kandidierte bei den Nationalratswahlen 1854 und verzichtete drei Jahre später auf eine Wiederwahl. Als Präfekt von Neuenburg war er 1856 an der Niederschlagung des royalistischen Aufstands beteiligt. Der Grosse Rat wählte ihn 1859 in den Staatsrat, aus dem er drei Jahre später zurücktrat.